# 語言檔案編制
語言檔案編制（language documentation）是指按照語言學的科學標準描述某種語言並把該語言民間的口頭和書面文學形式記錄下來的過程。最典型的方式就是編撰辭典和語法書。通過語言檔案編制，一門弱勢的語言有可能得到復興。

## 類型
按照研究重點的不同，語言檔案編制可以分作以下幾類：
- 語音學，研究人類語言的語音。
- 音韻學，研究某種語言基本語音的模式。
- 構詞學，研究詞彙的内在結構。
- 句法學，研究詞彙組成句子的語法機制。
- 語義學，研究詞彙的意義，以及這些意義如何組合成句子的意義。
- 歷史比較語言學，通過比較親緣語言在詞彙、構詞法和句法上的相似性來研究語言。
- 語體學，研究語言的風格。

## 外部連結
- Dying Words （页面存档备份，存于） (2009), by Prof. Nick Evans, about what is lost when languages are lost.
- Le salaire du poète （页面存档备份，存于） (2009), award-winning documentary by Éric Wittersheim （页面存档备份，存于）, about linguistic fieldwork in northern Vanuatu.
- The Linguists (2008), documentary film about two linguists traveling the world to rescue languages